# Autoroute espagnole SC-20
La SC-20 appelée aussi Circunvalación de Santiago de Compostela est une voie rapide urbaine de la Province de La Corogne de 9 km qui entoure Saint-Jacques-de-Compostelle par l'est en desservant les différents zones de la ville.
Elle relie les 2 extrémités de la N-550 qui traverse le centre ville en la contournant par l'est via une voie express.
Elle croise l'AP-9 et l'A-54 au nord de l'agglomération.

## Tracé
- Elle prolonge la SC-11 (N-550) qui pénètre la ville par le sud en provenance de l'AP-9.
- Elle suit le tracé parallèle à l'AP-9 durant la traversée de l'agglomération où à l'est viens se connecter la SC-12 qui permet d'accéder à la ville depuis l'AP-9 et l'AP-53 (Saint-Jacques-de-Compostelle - Ourense)
- La SC-20 poursuit vers le nord où une petite antenne la reconnecte à l'AP-9 et quelque mètre plus loin, elle croise l'A-54 à destination de l'Aéroport de Saint-Jacques-de-Compostelle et Lugo.
- Elle finit par se raccorder à la N-550 au niveau de la zone industrielle Do Tambre au nord de la ville.

## Sorties
| Sorties | Villes |        |
| ------- | --- | ------ |
|         | Rocade de Saint-Jacques-de-Compostelle Saint-Jacques-de-Compostelle Centre La Corogne - Ferrol Pontevedra - Vigo | SC-20  |
|         | Rua de Ramon Baltar Rua de Conxo de Arriba                                                                       | N-550  |
|         | Lalin - Orense AP-53 Lugo - Aéroport de Saint-Jacques-de-Compostelle A-54 La Corogne - Ferrol Pontevedra - Vigo  | SC-12  |
|         | Avenida de Romero Danallo Rua de Amor Ruibal                                                                     | N-550  |
| 05      | Gare de Saint-Jacques-de-Compostelle                                                                             |        |
| 06      | Avenida de Lugo                                                                                                  |        |
| 07      | Rua de Roma |        |
| 08      | Rua de San Lazaro - Saint-Jacques-de-Compostelle Nord                                                            | N-634a |
| 09      | Lalin - Orense AP-53 Lugo - Aéroport de Saint-Jacques-de-Compostelle A-54 La Corogne - Ferrol Pontevedra - Vigo  | AP-9   |
|         | Lugo - Aéroport de Saint-Jacques-de-Compostelle Avenida de Asturias - Saint-Jacques-de-Compostelle Nord          | A-54   |
|         | La Corogne Avenida de Cruceiro da Coruna - Saint-Jacques-de-Compostelle Nord                                     | N-550  |

### Référence
- Nomenclature